# Jiang Wenli
Jiang Wenli (蒋雯丽S, Jiǎng WénlìP; Bengshan, 20 giugno 1969) è un'attrice, regista e sceneggiatrice cinese.
In occasione del centenario della nascita dell'industria cinematografica in Cina nel 2005, la China Film Performance Art Academy l'ha inserita nella lista dei "100 migliori attori in 100 anni di cinema cinese".